# Google专利搜索
Google专利搜索（英語：Google Patents）是Google對專利和專利申請進行索引的一個搜索引擎。

## 內容
Google專利搜索收錄了來自17個專利局的8,700多萬項專利和專利申請的全文，其中包括：
- 美國專利及商標局（USPTO）
- 歐洲專利局（EPO）
- 中國國家知識產權局（CNIPA）
- 日本特許廳（JPO）
- 韓國特許廳（KIPO）
- 世界智慧財產權組織（WIPO）
- 德國專利及商標局（英语：German Patent and Trade Mark Office）（DPMA）
- 加拿大知識產權局（英语：Canadian Intellectual Property Office）（CIPO）
- 俄羅斯聯邦知識產權局（英语：Federal Service for Intellectual Property (Russia)）
- 英國知識產權局（英语：Intellectual Property Office (United Kingdom)）（UK IPO）
- 法國國家工業產權研究所（英语：National Institute of Industrial Property (France)）（NIPI）
- 荷蘭專利局（英语：Netherlands Patent Office）
- 西班牙、比利時、丹麥、芬蘭、盧森堡等國專利局[1]

這些文件包括每個數據庫的全部授權專利和公佈的專利申請（屬於公有領域）。美國的專利文件可追溯至1790年，EPO和WIPO可追溯至1978年。對較早的美國專利進行光學字符辨識（OCR），以使其可被搜索，並對所有非英語專利使用Google翻譯，以使英語譯文可被搜索。
Google專利搜索還對來自Google學術搜索和Google圖書的文件進行索引，並利用合作專利分類代碼對其進行機器分類，以便搜索。
通過與全球專利訴訟數據庫Darts-ip的合作，Google專利搜索中也有專利訴訟資訊。

## 歷史與背景
該服務於2006年12月14日推出。Google說其使用了「與Google圖書基礎相同的技術」，允許滾動瀏覽頁面，並放大區域。這些圖像可保存為PNG文件。
Google專利搜索在2012年進行更新，涵蓋了歐洲專利局（EPO）和現有技術查找工具。
2013年，它被擴大到包括世界智慧財產權組織（WIPO）、德國專利及商標局（DPMA）、加拿大知識產權局（CIPO）和中國國家知識產權局（CNIPA）。所有外國專利也都被翻譯成英文，並可進行檢索。
2015年，在patents.google.com推出一個新的版本，有一個新的用戶界面，將Google學術搜索與機器分類的合作專利分類（CPCs）整合在一起，並將搜索結果聚類到CPCs。
2016年，Google專利搜索宣布對另外11個專利局的覆蓋。支持美國專利商標局和歐洲專利局的布爾搜索語法（近似、通配符、標題/摘要/權利要求字段），以及按日期分列的發明人、受讓人和CPC的可視化圖表、搜索結果的縮略圖網格視圖和可下載的CSV結果集。
2018年，全球訴訟資訊被加入。Google專利搜索頁面顯示一項專利（或其家族的任何成員）在世界任何地方是否有訴訟歷史，並提供一個鏈接到Darts-ip專利案例數據庫。